# Злобин, Вячеслав Дмитриевич
Вячеслав Дмитриевич Злобин (1940 — 9 декабря 2016, Киров, Российская Федерация) — советский и российский тренер по греко-римской борьбе, заслуженный тренер РСФСР.

## Биография
С середины 1980-х гг. начал вести секцию классической борьбы.
Среди его воспитанников бронзовый призёр чемпионата мира 1982 г. Василий Фомин, неоднократный победитель международных турниров, победитель чемпионата России Николай Федяков.